# Flesh Engine
Flesh engine — внутрішня назва ігрового рушія, створеного Ion Storm на основі Unreal Engine 2 (UE2) спеціально для комп'ютерних ігор Thief: Deadly Shadows (Thief 3) і Deus Ex: Invisible War (Deus Ex 2).[джерело?]

## Опис
Список відмінностей Flesh engine від Unreal Engine 2:
- рендерер — повністю переписаний;
- фізична підсистема — Havok 2, замість Karma, що поставляється з UE2 ;
- система зброї та інвентаря, взаємозв'язок із навколишнім світом — повністю переписані;
- ядро (формати рівнів, текстур, моделей і іншого) — зазнало разючих змін через зміну рендерера.